# Coppa Svizzera 1982-1983
La Coppa Svizzera 1982-1983 è stata la 58ª edizione della manifestazione calcistica. È iniziata il 7 agosto 1982 e si è conclusa il 14 giugno 1983. Questa edizione della coppa vide la vittoria finale del Grasshopper.

## Squadre partecipanti
| Lega Nazionale A | Lega Nazionale B | Prima Lega Gruppo 1 | Prima Lega Gruppo 2 | Prima Lega Gruppo 3 | Prima Lega Gruppo 4 |
| ---------------- | ---------------- | ------------------- | ------------------- | ------------------- | ------------------- |

### 1º Turno Eliminatorio
Partecipano le squadre di Prima, Seconda e Terza Lega.
| Squadra 1                | Risultato      | Squadra 2          |
| ------------------------ | -------------- | ------------------ |
| 7 e 8 agosto 1982        |                |                    |
| Aesch                    | 0 - 1          | Emmen              |
| Allmendingen             | 3 - 1          | Delémont           |
| Amical                   | 3 - 0          | Onex               |
| Amriswil                 | 3 - 6(d.t.s.)  | Sciaffusa          |
| Balerna                  | 1 - 0          | Morobbia           |
| Bagnes                   | 1 - 2          | Raron              |
| Beauregard               | 2 - 1(d.t.s.)  | Siviriez           |
| Berg                     | 1 - 2          | Frauenfeld         |
| Binningen                | 3 - 3(1-3 dcr) | Birsfelden         |
| Biberist                 | 3 - 3(3-4 dcr) | Cortaillod         |
| Bonaduz                  | 0 - 3          | Gossau             |
| Bremgarten               | 3 - 2          | Suhr               |
| Brunnen                  | 2 - 1          | Aegeri             |
| Central Friburgo         | 0 - 3          | Montreux-Sports    |
| Charmey                  | 0 - 2          | Burgdorf           |
| Chur                     | 0 - 0(5-4 dcr) | Giubiasco          |
| Colombier                | 3 - 1(d.t.s.)  | Aurore Bienne      |
| Concordia Basilea        | 1 - 0          | Old Boys Basilea   |
| Concordia Losanna        | 4 - 2          | Stade Lausanne     |
| Conthey                  | 2 - 1          | Ayent              |
| Courtemaiche             | 0 - 1          | Bassecourt         |
| Courtepin                | 3 - 1          | Vuisternens-Romont |
| Dietikon                 | 0 - 2          | Olten              |
| Echallens                | 1 - 3          | Renens             |
| Egerkingen               | 3 - 4          | Buochs             |
| Embrach                  | 0 - 4          | Brüttisellen       |
| Folgore                  | 1 - 4          | Yverdon            |
| Grischuna                | 1 - 5          | Altstätten         |
| Hinwil                   | 0 - 3          | Stäfa              |
| Horgen                   | 1 - 2          | Küsnacht           |
| Interlaken               | 2 - 1          | Lerchenfeld        |
| Kirchberg                | 3 - 2          | Rapperswil-Jona    |
| La Combe                 | 6 - 0          | Chamoson           |
| Langenthal               | 2 - 0          | Boncourt           |
| Lutry                    | 4 - 6(d.t.s.)  | Martigny           |
| Lyss                     | 0 - 2          | Aarberg            |
| Morbio                   | 1 - 0          | Losone Sportiva    |
| Ostermundigen            | 1 - 1(2-5 dcr) | Fétigny            |
| Plan-les-Ouates          | 2 - 1          | Malley             |
| Plasselb                 | 0 - 1          | Derendingen        |
| Porrentruy               | 1 - 4          | Superga            |
| Pratteln                 | 1 - 6(d.t.s.)  | Zugo               |
| Prilly                   | 0 - 3          | Urania Ginevra     |
| Racing Losanna           | 1 - 1(3-4 dcr) | Vernier            |
| Ramsen                   | 1 - 4          | Kilchberg          |
| Root                     | 1 - 5          | Littau             |
| Rorschach                | 0 - 2          | Vaduz              |
| Saint-Barthélémy         | 4 - 1          | La Tour-de-Peilz   |
| Saint-Légier             | 2 - 3(d.t.s.)  | Étoile Carouge     |
| Saint-Jean               | 1 - 8          | Orbe               |
| Schaan                   | 0 - 3          | Balzers            |
| Sciaffusa                | 2 - 4          | Red Star Zurigo    |
| Schattdorf               | 0 - 4          | Sursee             |
| Schöftland               | 1 - 3          | Altdorf            |
| Schönenwerd-Niedergösgen | 3 - 2(d.t.s.)  | Buchs              |
| Schötz                   | 4 - 2          | Soletta            |
| Sementina                | 2 - 1(d.t.s.)  | Ponte Tresa        |
| Sierre                   | 0 - 1          | Leytron            |
| Signal Bernex            | 2 - 1          | Stade Nyonnais     |
| Sissach                  | 2 - 1          | Brugg              |
| Sparta                   | 3 - 3(7-8 dcr) | Lengnau            |
| Spreitenbach             | 1 - 2          | Allschwil          |
| Stade Payerne            | 2 - 3          | Boudry             |
| Stans                    | 0 - 19         | Emmenbrücke        |
| Subingen                 | 5 - 2          | Oberentfelden      |
| Täuffelen                | 0 - 3          | Köniz              |
| Töss                     | 0 - 1          | Unterstrass Zurigo |
| Travers                  | 3 - 0          | Coffrane           |
| Veltheim                 | 1 - 1(2-4 dcr) | Blue Stars Zurigo  |
| Villmergen               | 1 - 6          | SC Zugo            |
| Wädenswil                | 0 - 0(1-3 dcr) | Young Fellows      |
| Wallbach                 | 1 - 2          | Kriens             |
| Widnau                   | 1 - 3          | Kreuzlingen        |
| Wil                      | 2 - 3          | Uzwil              |
| Witikon                  | 2 - 5          | Einsielden         |
| Wollerau                 | 1 - 2          | Adliswil           |
| Wollishofen              | 1 - 5          | Turicum            |
| Zollikofen               | 1 - 2          | Estavayer-le-Lac   |
| Zurzach                  | 1 - 6          | Breitenbach        |
| Zwingen                  | 2 - 1          | Oensingen          |

### 2º Turno Eliminatorio
Entrano in lizza le squadre di Lega Nazionale B.
| Squadra 1                                                  | Risultato      | Squadra 2         |
| ---------------------------------------------------------- | -------------- | ----------------- |
| 14 e 15 agosto 1982                                        |                |                   |
| Squadre di Lega Nazionale B contro squadre di Prima Lega   |                |                   |
| Allschwil                                                  | 1 - 4          | Laufen            |
| Altstätten                                                 | 0 - 3          | Lugano            |
| Balzers                                                    | 2 - 5          | Baden             |
| Blue Stars Zurigo                                          | 2 - 3          | Mendrisio         |
| Emmen                                                      | 1 - 4          | Berna             |
| Fétigny                                                    | 0 - 12         | Chênois           |
| Köniz                                                      | 3 - 0          | Monthey           |
| Kriens                                                     | 4 - 1          | Grenchen          |
| Olten                                                      | 0 - 3          | Chiasso           |
| Renens                                                     | 0 - 5          | Friburgo          |
| Turicum                                                    | 0 - 0(3-5 dcr) | Ibach             |
| Uzwil                                                      | 1 - 3          | Locarno           |
| Squadre di Lega Nazionale B contro squadre di Seconda Lega |                |                   |
| Amical                                                     | 0 - 5          | Bienne            |
| Interlaken                                                 | 2 - 5          | Nordstern         |
| Young Fellows                                              | 0 - 6          | Rüti              |
| Squadre di Lega Nazionale B contro squadre di Terza Lega   |                |                   |
| La Combe                                                   | 0 - 4          | La Chaux-de-Fonds |
| Squadre di Prima Lega contro squadre di Prima Lega         |                |                   |
| Boudry                                                     | 2 - 1          | Montreux-Sports   |
| Breitenbach                                                | 3 - 0          | Concordia Basilea |
| Emmenbrücke                                                | 4 - 2          | Buochs            |
| Kreuzlingen                                                | 1 - 2          | Vaduz             |
| Sursee                                                     | 4 - 2          | Birsfelden        |
| Squadre di Prima Lega contro squadre di Seconda Lega       |                |                   |
| Beauregard                                                 | 2 - 7          | Martigny          |
| Burgdorf                                                   | 2 - 0          | Aarberg           |
| Estavayer-le-Lac                                           | 1 - 4          | Leytron           |
| Étoile Carouge                                             | 1 - 2          | Urania Ginevra    |
| Frauenfeld                                                 | 3 - 6(d.t.s.)  | Gossau            |
| Kilchberg                                                  | 1 - 2          | Red Star Zurigo   |
| Küsnacht                                                   | 3 - 1          | Adliswil          |
| Orbe                                                       | 2 - 1(d.t.s.)  | Conthey           |
| Raron                                                      | 6 - 1          | Saint-Barthélémy  |
| Sementina                                                  | 2 - 3          | Brüttisellen      |
| Sissach                                                    | 3 - 5          | Zugo              |
| Superga                                                    | 3 - 1          | Courtepin         |
| Yverdon                                                    | 5 - 1          | Concordia Losanna |
| Squadre di Prima Lega contro squadre di Terza Lega         |                |                   |
| Einsielden                                                 | 4 - 1          | Kirchberg         |
| Schönenwerd-Niedergösgen                                   | 1 - 4          | SC Zugo           |
| Squadre di Seconda Lega contro squadre di Seconda Lega     |                |                   |
| Balerna                                                    | 1 - 5          | Morbio            |
| Derendingen                                                | 0 - 0(4-1 dcr) | Bremgarten        |
| Langenthal                                                 | 4 - 0          | Zwingen           |
| Lengnau                                                    | 1 - 2          | Cortaillod        |
| Littau                                                     | 4 - 1(d.t.s.)  | Altdorf           |
| Signal Bernex                                              | 3 - 1(d.t.s.)  | Plan-les-Ouates   |
| Stäfa                                                      | 5 - 1          | Amriswil          |
| Subingen                                                   | 1 - 3          | Allmendingen      |
| Vernier                                                    | 3 - 6(d.t.s.)  | Bassecourt        |
| Unterstrass Zurigo                                         | 4 - 0          | Chur              |
| Squadre di Seconda Lega contro squadre di Seconda Lega     |                |                   |
| Brunnen                                                    | 1 - 2          | Schötz            |
| Colombier                                                  | 5 - 1          | Travers           |

### Trentaseiesimi di Finale
Entrano in lizza le 14 squadre di Lega Nazionale A.
| Squadra 1         | Risultato      | Squadra 2          |
| ----------------- | -------------- | ------------------ |
| 16 ottobre 1982   |                |                    |
| Bassecourt        | 3 - 6          | Losanna            |
| Bienne            | 3 - 1          | Étoile Carouge     |
| Boudry            | 5 - 0          | Superga            |
| Colombier         | 1 - 0          | Bulle              |
| Emmenbrücke       | 0 - 4          | Wettingen          |
| Küsnacht          | 1 - 3          | Grasshoppers       |
| La Chaux-de-Fonds | 1 - 1(4-3 dcr) | Sion               |
| Leytron           | 0 - 2          | Servette           |
| Locarno           | 2 - 2(2-4 dcr) | Brüttisellen       |
| Martigny          | 2 - 5(d.t.s.)  | Vevey              |
| Signal Bernex     | 2 - 6          | Chênois            |
| Stäfa             | 0 - 2          | Zurigo             |
| 17 ottobre 1982   |                |                    |
| Allmendingen      | 0 - 3          | Kriens             |
| Baden             | 2 - 4          | Bellinzona         |
| Breitenbach       | 0 - 4          | Basilea            |
| Burgdorf          | 1 - 3          | SC Zugo            |
| Chiasso           | 5 - 1          | Unterstrass Zurigo |
| Einsielden        | 3 - 4          | Winterthur         |
| Derendingen       | 0 - 1          | Berna              |
| Friburgo          | 4 - 1          | Köniz              |
| Ibach             | 1 - 2(d.t.s.)  | Lucerna            |
| Langenthal        | 3 - 6(d.t.s.)  | Laufen             |
| Littau            | 1 - 4          | Aarau              |
| Lugano            | 2 - 0          | Gossau             |
| Nordstern         | 0 - 1(d.t.s.)  | Young Boys         |
| Raron             | 1 - 2          | Orbe               |
| Red Star Zurigo   | 1 - 2          | Mendrisio          |
| Rüti              | 0 - 3          | San Gallo          |
| Schötz            | 3 - 5          | Cortaillod         |
| Vaduz             | 2 - 1          | Morbio             |
| Yverdon           | 0 - 6          | Neuchâtel Xamax    |
| Zugo              | 1 - 0          | Sursee             |

### Sedicesimi di Finale
| Squadra 1         | Risultato      | Squadra 2       |
| ----------------- | -------------- | --------------- |
| 12 marzo 1983     |                |                 |
| Colombier         | 1 - 3          | Boudry          |
| 13 marzo 1983     |                |                 |
| Aarau             | 2 - 4          | Chênois         |
| Basilea           | 2 - 1(d.t.s.)  | Losanna         |
| Bellinzona        | 0 - 1          | Lucerna         |
| Bienne            | 0 - 2          | Berna           |
| Brüttisellen      | 0 - 1          | Wettingen       |
| Chiasso           | 1 - 2          | Winterthur      |
| Cortaillod        | 1 - 2          | Neuchâtel Xamax |
| Friburgo          | 1 - 4          | Servette        |
| Grasshoppers      | 3 - 0          | Laufen          |
| Kriens            | 0 - 0(3-4 dcr) | Mendrisio       |
| La Chaux-de-Fonds | 8 - 0          | Orbe            |
| Lugano            | 0 - 0(4-5 dcr) | San Gallo       |
| Vaduz             | 3 - 2(d.t.s.)  | Zugo            |
| Young Boys        | 3 - 0          | Vevey           |
| SC Zugo           | 0 - 4          | Zurigo          |

### Ottavi di Finale
| Squadra 1         | Risultato      | Squadra 2         |
| ----------------- | -------------- | ----------------- |
| 2 aprile 1983     |                |                   |
| Wettingen         | 2 - 2(d.t.s.)  | San Gallo         |
| 4 aprile 1983     |                |                   |
| Berna             | 0 - 3          | Servette          |
| Chênois           | 1 - 5          | Winterthur        |
| Lucerna           | 4 - 1          | Vaduz             |
| Mendrisio         | 2 - 1          | Basilea           |
| Zurigo            | 8 - 0          | Boudry            |
| Neuchâtel Xamax   | 1 - 1(d.t.s.)  | Grasshoppers      |
| La Chaux-de-Fonds | (Rinviata)     | Young Boys        |
| 5 aprile 1983     |                |                   |
| San Gallo         | 1 - 1(4-1 dcr) | Wettingen         |
| Young Boys        | 2 - 0          | La Chaux-de-Fonds |
| 19 aprile 1983    |                |                   |
| Grasshoppers      | 0 - 0(4-2 dcr) | Neuchâtel Xamax   |

### Quarti di Finale
| Squadra 1                  | Risultato     | Squadra 2    |
| -------------------------- | ------------- | ------------ |
| 26 aprile 1983             |               |              |
| San Gallo                  | 0 - 1         | Grasshoppers |
| Servette                   | 4 - 1         | Mendrisio    |
| Zurigo                     | 3 - 1         | Winterthur   |
| Lucerna                    | 2 - 2(d.t.s.) | Young Boys   |
| 28 april 1983(Ripetizione) |               |              |
| Young Boys                 | 1 - 0         | Lucerna      |

### Semifinali
| Squadra 1     | Risultato | Squadra 2 |
| ------------- | --------- | --------- |
| 3 maggio 1983 |           |           |
| Grasshoppers  | 5 - 1     | Zurigo    |
| Young Boys    | 0 - 1     | Servette  |

### Finale
| Arbitro: | André Daina (Eclépens) |

|                                                                                           |            |                                                                                                  |
| Seramondi 50’ (autogol) Egli 117’                                                         | Marcatori  | 47’ Seramondi 105’ Brigger                                                                       |
| Berbig Wehrli Ladner Egli In-Albon Hermann Koller Jara Ponte (83' Fimian) Marchand Sulser | Formazioni | Burgener Geiger Seramondi Renquin Dutoit Zwygart Favre Decastel Elia Brigger Mustapha (69' Radi) |
| Šváb                                                                                      | Allenatori | Mathez                                                                                           |

### Finale Ripetuta
| Arbitro: | Renzo Peduzzi (Roveredo) |

|                                                                                           |            | |
| Egli 16’ Sulser 33’, 72’                                                                  | Marcatori  | |
| Berbig Wehrli Ladner Egli In-Albon Hermann Koller Jara Sulser Ponte Fimian (81' Marchand) | Formazioni | Burgener Geiger Seramondi Renquin Dutoit (46' Cacciapaglia) Zwygart Favre Decastel Elia Brigger Mustapha (59' Radi) |
| Šváb                                                                                      | Allenatori | Mathez |